# Los Angeles Football Club
Il Los Angeles Football Club, noto semplicemente come Los Angeles FC (siglato LAFC), è una società calcistica statunitense con sede nella città di Los Angeles (California).
Fondato il 30 ottobre 2014, ha cominciato l'attività sportiva a partire dal 2018, militando nella Major League Soccer (MLS) e disputando le partite casalinghe al Banc of California Stadium, impianto da 22000 posti a sedere.
I colori sociali sono l'oro e il nero e tra i diversi proprietari del club ci sono anche personalità del mondo sportivo e cinematografico come l'ex cestista Magic Johnson e l'attore Will Ferrell.
A livello nazionale, il club losangelino ha vinto una MLS Cup (2022), due MLS Supporters' Shield (2019 e 2022) ed una Lamar Hunt U.S. Open Cup (2024). A livello confederale, il miglior risultato ottenuto è stata la finale raggiunta in CONCACAF Champions League nel 2020 e nel 2023. Al 2019, il club figurava al terzo posto della classifica di Forbes delle franchigie più ricche della Major League Soccer. È il primo club statunitense ad aver raggiunto il valore di un miliardo di dollari.

## Storia
Il 30 ottobre 2014 la Major League Soccer assegnò a Los Angeles un posto per una seconda squadra da far subentrare nella lega a seguito della cessata attività del Chivas USA.
Il 15 settembre 2015 venne annunciato che Los Angeles Football Club sarebbe stato il nome ufficiale del club.
Nel luglio 2017 vennero scelti Bob Bradley come allenatore e John Thorrington come direttore generale.
Carlos Vela fu il primo acquisto ed anche l'uomo immagine della fase antecedente all'esordio in MLS, che vide arrivare, tra gli altri, diversi giocatori dall'Europa come Omar Gaber ed André Horta e molti giocatori esperti tra cui Benny Feilhaber, Laurent Ciman e Steven Beitashour.

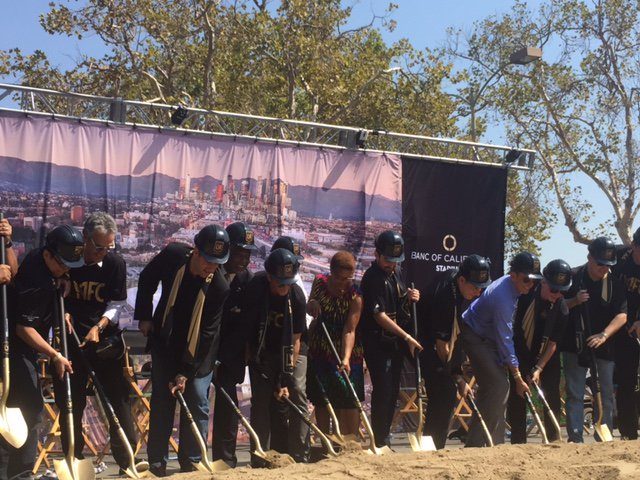
La posa della prima pietra del nuovo stadio nel 2016

Il 4 marzo 2018 il LAFC giocò la prima partita in MLS al CenturyLink Field contro i vicecampioni del Seattle Sounders. La partita terminò 1-0 con la prima vittoria in assoluto dei californiani e la prima rete siglata da Diego Rossi.
La prima stagione si chiuse con un quinto posto in classifica durante la stagione regolare, che diede la possibilità ai californiani di giocare per la prima volta la fase successiva, i play-off, nei quali persero però al primo turno contro il Real Salt Lake.
Nella stagione 2019 il LAFC conquistò il primo trofeo nazionale aggiudicandosi il Supporters' Shield, realizzando il record di punti (72) durante la stagione regolare; inoltre il proprio attaccante di punta Carlos Vela vinse la classifica cannonieri realizzando il maggior numero di reti durante una stagione regolare (34).
Nella stagione 2020 il LAFC terminò al settimo posto nella classifica della stagione regolare, qualificandosi per i play-off dove venne sconfitta al primo turno 3-1 dal Seattle Sounders. La franchigia californiana partecipò inoltre all'MLS is Back Tournament (torneo organizzato dalla lega durante la pausa per la pandemia di COVID-19) dove, passata la fase a gironi, cedette ai tiri di rigore contro l'Orlando City ai quarti di finale. L'attaccante uruguaiano Diego Rossi vinse la classifica dei cannonieri del torneo con 7 reti e della stagione regolare MLS con 16 reti. La stagione si concluse con un importante percorso in Champions League dove la squadra riuscì a raggiungere la finale, venendo però sconfitta per 2-1 dai messicani del Tigres UANL.
Nella stagione seguente, le prestazioni della squadra furono negative e la stagione terminò con un anonimo diciannovesimo posto nella stagione regolare, rimanendo dunque fuori dai play-off. A seguito della mancata qualificazione, ci fu la separazione tra il club e l'allenatore Bradley.
Nel 2022 gli oro-neri iniziarono con decisione la stagione vincendo sette delle prime dieci partite ed issandosi al primo posto nella classifica generale; durante l'arco della stagione la squadra dimostrò una buona continuità di rendimento, testimoniata dalle sole due sconfitte subite in casa in tutta l'annata e dalle sette vittorie consecutive conseguite tra la 19ª e la 25ª giornata. Grazie ai 67 punti raccolti, il Los Angeles vinse per la seconda volta il Supporters' Shield e arrivò alla fase finale da squadra favorita. Ottenuto l'accesso direttamente alle semifinali di Conference, batterono i rivali cittadini per 3-2 al 93º minuto grazie alla rete di Cristian Arango. Battuto agilmente l'Austin FC per 3-0, la finale di MLS Cup venne dapprima pareggiata (3-3) al 128º minuto, nei tempi supplementari, grazie al colpo di testa di Gareth Bale, e poi vinta ai rigori grazie anche al portiere John McCarthy, che riuscì a parare due dei tiri dal dischetto.
Nelle stagioni successive, il club rimase al vertice del calcio nordamericano e statunitense: la stagione 2023 fu segnata da tre finali perse di cui due continentali in Champions League ed in Campeones Cup, uscendo sconfitti rispettivamente contro il León e il Tigres UANL. Arrivò nuovamente anche in finale di MLS Cup, perdendo contro il Columbus Crew.
Nel 2024, dopo avere sconfitto in successione il Las Vegas Lights, il Loudoun Utd, il New Mexico Utd e il Seattle Sounders in semifinale, giocò la prima finale di U.S. Open Cup in cui prevalse per 3-1 sullo Sporting K.C. grazie alle reti di Giroud, Campos e Kamara.

## Cronistoria
Di seguito la cronistoria del club.

## Colori e simboli

### Colori
I colori del club sono l'oro ed il nero, che rappresentano il successo, lo stile glamour e il territorio di Los Angeles. La prima divisa da gioco è stata sempre nera e talvolta sono stati utilizzati degli inserti di colore oro, mentre in altri anni la maglia è risultata completamente nera; lo stesso discorso si può fare per la divisa da trasferta: ad eccezione della stagione 2022 in cui lo stemma e le strisce sulle spalle targate Adidas hanno avuto una colorazione rosea, la maglia è sempre stata bianca con le strisce sulle spalle di colore o grigio o dorato.

### Simboli ufficiali

#### Stemma
Lo stemma dei LAFC ha la forma di uno scudo che richiama il sigillo della città di Los Angeles. Al centro dello stemma è posto il monogramma LA, abbreviazione della città, dove la lettera A è riconoscibile tramite l'ala, universalmente conosciuta nelle varie culture come simbolo di forza, potenza e velocità. Il marchio Los Angeles Football Club è posto agli estremi del monogramma e richiama lo stile Art déco da cui la città è rappresentata con diversi palazzi costruiti nei primi anni '20.

#### Inno
L'inno ufficiale è My Home realizzato dal produttore e rapper Stix, in collaborazione con i tifosi del settore 3252 e lanciato nel 2019.

## Strutture

### Stadio

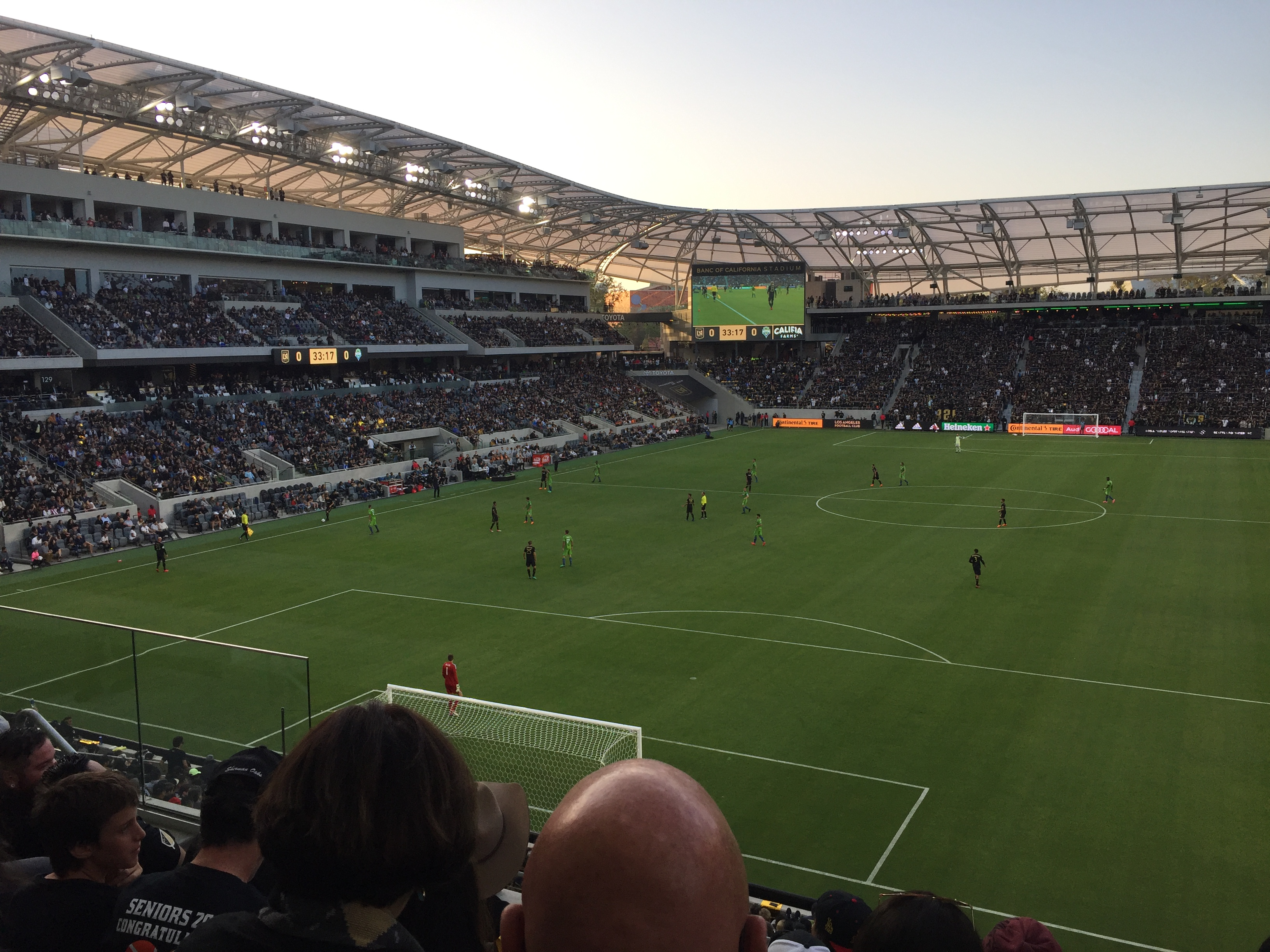
Il Banc of California Stadium nel primo match casalingo

Il 17 maggio 2015, il Los Angeles Times riportò che il sito scelto per la costruzione dello stadio sarebbe stato il Los Angeles Memorial Sports Arena. Dopo aver individuato il luogo su cui far sorgere il nuovo impianto, il Consiglio comunale di Los Angeles approvò il progetto il 6 maggio 2016, dando il via libera ai lavori. Successivamente venne organizzato un evento il 23 agosto seguente, durante il quale i proprietari annunciarono di aver raggiunto un accordo col gruppo bancario Banc of California per i diritti del nome da attribuire al nuovo impianto, il quale si sarebbe chiamato Banc of California Stadium. Alla sua costruzione l'impianto aveva una capienza di 22 000 posti a sedere e venne progettata un'area di 140 000 metri quadrati di spazio all'aperto.
Il 18 aprile 2018 si tenne una cerimonia dove venne svelato il nuovo stadio appena finito, e undici giorni dopo vi si disputò la prima partita ufficiale casalinga della squadra; i losangelini affrontarono il Seattle Sounders e il club di casa conquistò la prima vittoria (1-0) e i primi punti della propria storia nel campionato statunitense.

### Centro di allenamento
Il Los Angeles FC si allena presso il centro sportivo dell'Università dello Stato della California (Cal State LA), dotato di un campo in erba naturale similare a quello dello stadio del club; inoltre, all'interno della struttura sono predisposti uffici per il personale tecnico del club ed è presente una struttura medica.

## Società

### Organigramma societario
Di seguito l'organigramma del Los Angeles FC aggiornato al 28 dicembre 2022.
- Proprietario di maggioranza: Larry Berg
- Direttore generale e co-presidente: John Thorrington
- Capo delle operazioni commerciali e co-presidente: Larry Freedman
- Vice presidente: Henry Nguyen
- Direttore e proprietario: Ruben Gnanalingam
- Direttore e proprietario: Mitch Lasky
- Vicepresidente e vicedirettore sportivo: Will Kuntz[44]

### Sponsor
- 2018-in corso Adidas

### Impegno nel sociale
Nel 2018 è stata istituita la "Los Angeles Football Club foundation", un'organizzazione sociale legata al club statunitense, avente per scopo di promuovere l'attività sportiva dilettantistica, le attività motorie in generale; in sinergia con la MLS e le scuole pubbliche locali sono stati costruiti 24 campetti da calcio a 5 e sono state attivate e promosse diverse iniziative per incentivare valori come la diversità e l'uguaglianza, insieme ad altre associazioni.

### Settore giovanile
Il 1º febbraio 2016, il club annunciò la creazione di una propria Academy attraverso la quale sviluppare un programma di crescita funzionale allo sviluppo di futuri calciatori; il primo anno venne creata una sola categoria, l'Under-12, ma negli anni a seguire la struttura ampliò il numero di selezioni arrivando ad averne otto, fino all'Under-19. Nel 2018 l'Under-13 fu la prima squadra statunitense giovanile a conquistare la CONCACAF Champions League di categoria, battendo in finale (2-0), disputatasi a Toluca, i pari età messicani del Juniors Tampico. A seguito della cessazione dei tornei dell'USSDA, United States Soccer Development Academy, nell'aprile 2020 la società annunciò che la squadra primavera del club avrebbe partecipato al nuovo torneo professionistico istituito dalla Major League Soccer, la MLS Next Pro.Oltre ad avere le proprie squadre giovanili, il club nel corso degli anni ebbe diverse affiliazioni con diversi club delle leghe minori, tra cui la prima nel 2016 quando il LAFC firmò un accordo di affiliazione con l’Orange County, il quale terminò alla fine della stagione 2018. Il club rimase senza un club affiliato per circa tre anni, fino a che non venne stipulato un altro accordo, questa volta con il Las Vegas Lights, club partecipante alla USL Championship. A partire dalla stagione 2023, venne annunciata la creazione della seconda squadra societaria, il Los Angeles FC 2, il quale avrebbe preso parte al campionato a partire dalla stagione 2023.

## Diffusione nella cultura di massa

### Musica
Nel 2022 il gruppo musicale Cypress Hill ed il bassista Shavo Odadjian, componente della band metal System of a Down, hanno composto una canzone intitolata Reppin' the City ispirata al Los Angeles FC e utile come mezzo di esaltazione per i tifosi e la squadra durante la fase play-off.

## Allenatori e presidenti
Di seguito l'elenco cronologico dei presidenti del club.
- 2018-2020 Tom Penn
2020- John Thorrington e Larry Freedman (ruolo condiviso)

- 2018-2021  Bob Bradley
- 2022-  Steve Cherundolo

## Calciatori

### Capitani
In totale sono tre i capitani che fin qui hanno guidato la squadra. Il primo capitano è stato Laurent Ciman e il secondo capitano è stato Carlos Vela, il quale risulta essere anche il leader più vincente avendo conquistato, con la fascia al braccio, un campionato e due Supporters' Shield. Sánchez è capitano dalla stagione 2024.
- Laurent Ciman (feb.-mar. 2018)
- Carlos Vela (feb. 2018-2023)
- Ilie Sánchez (2024-)

### Contributo alle Nazionali

#### Nazionale statunitense

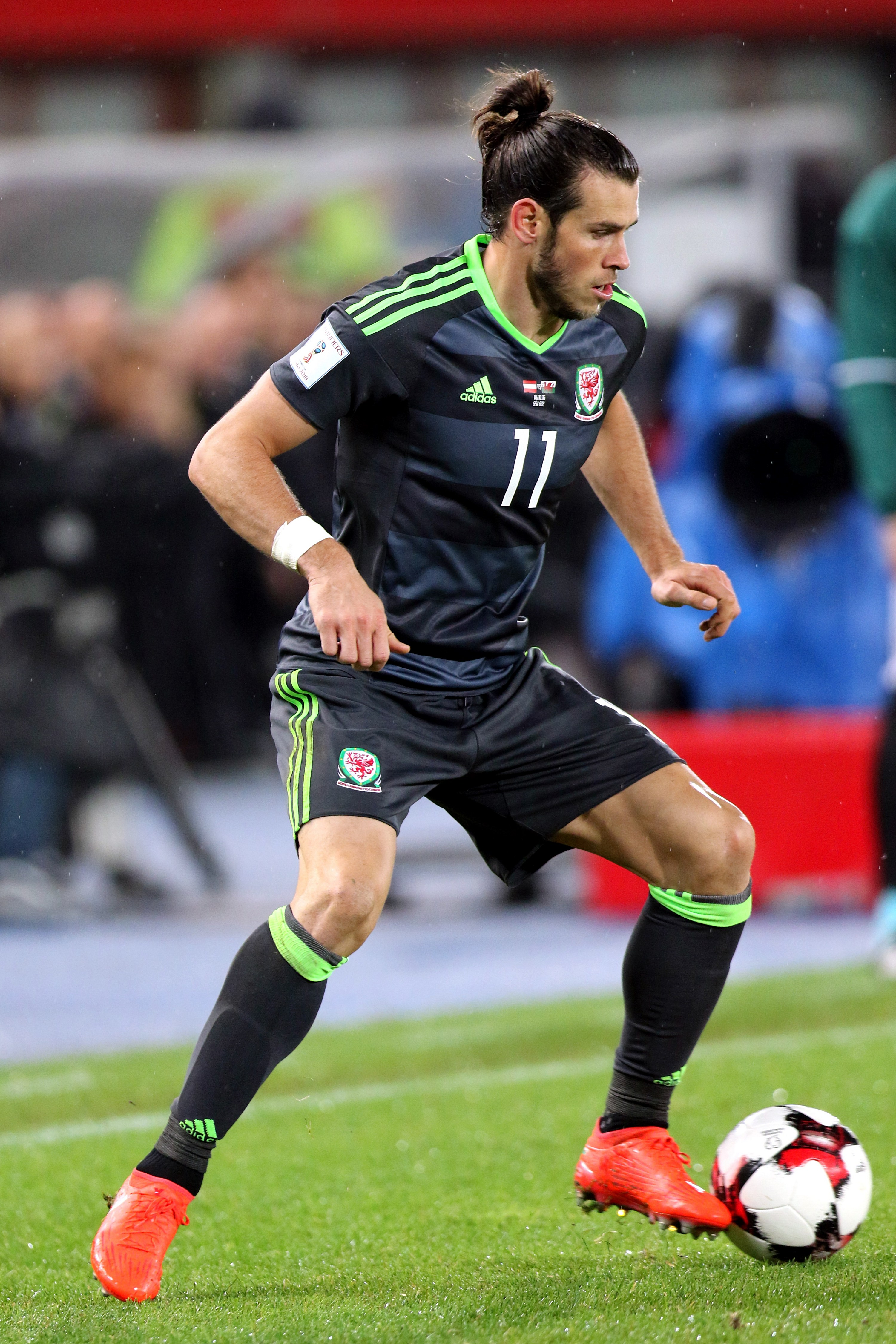
Gareth Bale

Kellyn Acosta è l'unico calciatore statunitense ad essere stato convocato per un campionato del mondo, mentre
Walker Zimmerman e Tyler Miller sono gli unici nazionali statunitensi, in forza al club di Los Angeles, ad aver partecipato ad una fase finale di un torneo continentale (Gold Cup 2019).

#### Altre nazionali
Da quando il club ha iniziato la propria attività agonistica, diversi giocatori hanno vestito la maglia della propria nazionale e alcuni di questi hanno partecipato a manifestazioni continentali o campionati del mondo: nel 2018, Omar Gaber con l'Egitto, Marco Ureña con la Costa Rica e Carlos Vela con il Messico parteciparono al campionato del mondo svoltosi in Russia, mentre nel 2022, José Cifuentes, Jhegson Méndez e Diego Palacios con l'Ecuador, e Gareth Bale con il Galles presero parte alla rassegna mondiale svoltasi in Qatar. Gli unici calciatori ad aver realizzato una rete in una fase finale di un campionato del mondo sono stati Vela (vs la Corea del Sud nel 2018) e Bale (vs gli Stati Uniti nel 2022).

## Palmarès

### Competizioni nazionali
- MLS Supporters' Shield: 2

2019, 2022
- Campionato MLS: 1

2022
- Lamar Hunt U.S. Open Cup: 1

2024

### Altri piazzamenti
- CONCACAF Champions League:

Finalista: 2020, 2023
- Campeones Cup:

Finalista: 2023
- Campionato MLS:

Finalista: 2023
- Leagues Cup:

Finalista: 2024

## Statistiche e record

### Partecipazione ai campionati
Di seguito la partecipazione del Los Angeles FC ai campionati.
| Livello | Categoria | Partecipazioni | Debutto | Ultima stagione | Totale |
| ------- | --------- | -------------- | ------- | --------------- | ------ |
| 1º      | MLS       | 7              | 2018    | 2024            | 7      |

Negli Stati Uniti non esiste un sistema di promozioni e retrocessioni fra le leghe, quindi la distinzione in livelli delle leghe va intesa in base all'importanza commerciale del campionato e alla ratifica da parte della federazione.

### Partecipazione alle coppe
Di seguito la partecipazione del Los Angeles FC alle coppe.
| Competizione                  | Partecipazioni | Debutto | Ultima stagione | Totale |
| ----------------------------- | -------------- | ------- | --------------- | ------ |
| Lamar Hunt U.S. Open Cup      | 5              | 2018    | 2024            | 5      |
| CONCACAF Champions League     | 3              | 2020    | 2025            | 3      |
| Coppa del momdo per club FIFA | 1              | 2025    | 2025            | 1      |
| Leagues Cup                   | 2              | 2023    | 2024            | 2      |
| Campeones Cup                 | 1              | 2023    | 2023            | 1      |

### Statistiche di squadra
Includendo la stagione 2023, il club ha partecipato a sei campionati nazionali in MLS. La squadra di Los Angeles ha partecipato a tre edizioni dell'U.S. Open Cup, a partire dall'edizione del 2018.
Per quanto riguarda le competizioni continentali, ha disputato in due occasioni la CONCACAF Champions League, raggiungendo la finale nell'edizione 2020. Dall'ingresso in MLS, il club ha vinto per due volte la propria conference in coincidenza delle vittorie del Supporters' Shield; nella stagione 2022 è arrivata la conquista della prima MLS Cup.
Le vittorie casalinghe con il maggior numero di reti di scarto avvengono nel 2019 e nel 2020 contro il Vancouver Whitecaps (6-1; 6-0), mentre quella in trasferta nel 2018 (Real Salt Lake-Los Angeles FC 1-5); la peggiore sconfitta interna arriva nel 2021 (Los Angeles-Sporting K.C. FC 1-4), quella in trasferta nel 2018 (Atlanta United-Los Angeles FC 5-0).

### Statistiche individuali
Il giocatore che detiene il maggior numero di presenze con la maglia del club è Latif Blessing con 167 apparizioni. Carlos Vela è il miglior marcatore della storia dei californiani (93 reti) ed è anche il miglior marcatore stagionale del club con 34 reti segnate nella stagione 2019.
Di seguito i record di presenze e reti dei giocatori del Los Angeles FC aggiornati al 10 luglio 2025.
- 186  Carlos Vela (2018-2023)
- 167  Latif Blessing (2018-2022)
- 152  Eduard Atuesta (2018-2021, 2024)
- 133  Denis Bouanga (2022-)
- 132  Diego Palacios (2019-2023)

- 93  Carlos Vela (2018-2023)
- 83  Denis Bouanga (2022-)
- 59  Diego Rossi (2018-2021)
- 35  Cristian Arango (2021-2022)
- 24  Adama Diomandé (2018-2020)

### Capocannonieri per singola stagione

#### In competizioni nazionali
Di seguito i capocannonieri in competizioni nazionali dei calciatori del Los Angeles FC.
- Carlos Vela (2019)
- Diego Rossi (2020)
- Denis Bouanga (2023)[72]

#### In competizioni confederali
Di seguito i capocannonieri in competizioni confederali dei calciatori del Los Angeles FC.
- Denis Bouanga (2023)

## Tifoseria

### Storia

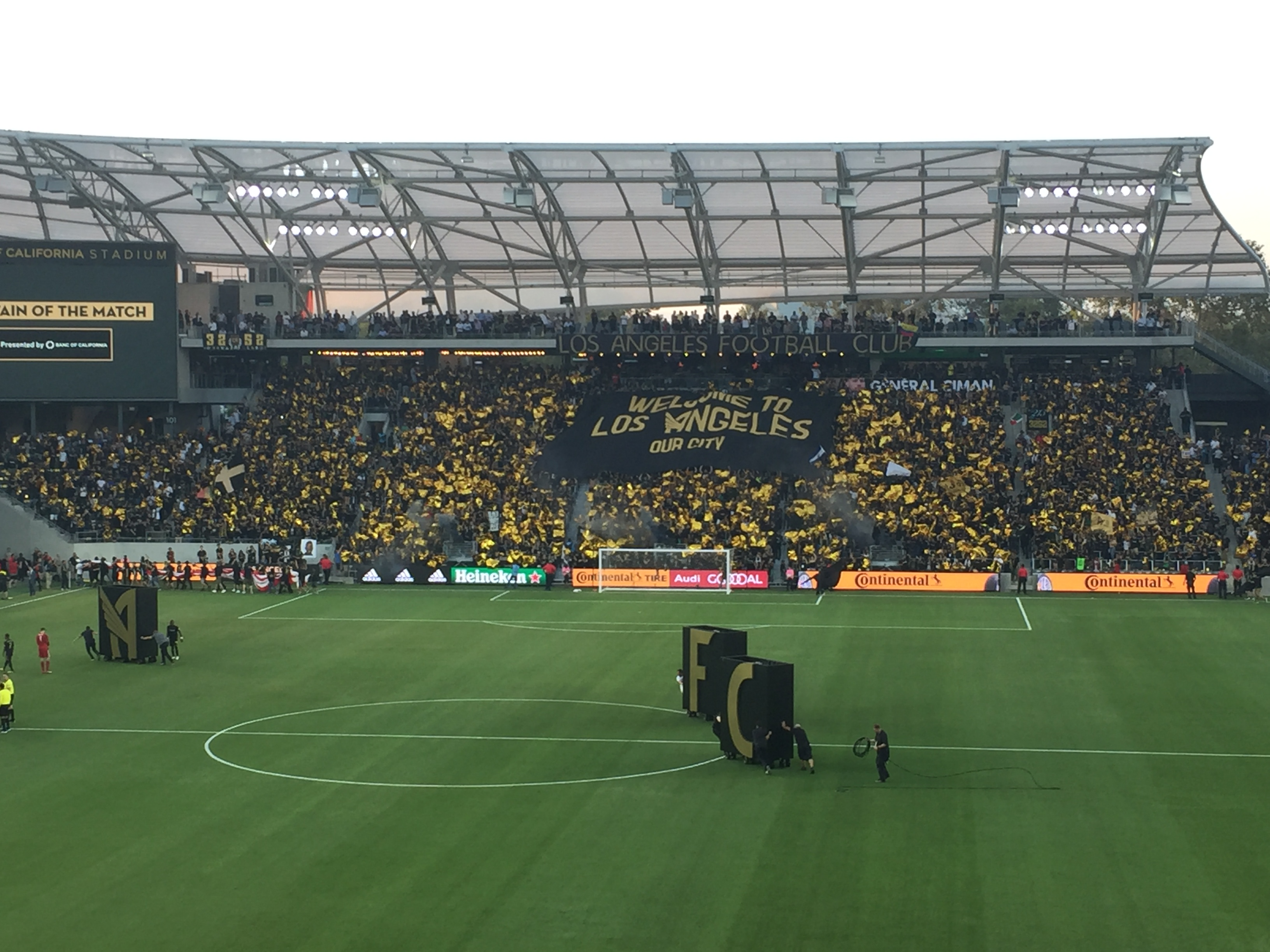
Una coreografia della curva 3252 durante El Tráfico.

Il tifo organizzato del club si riunisce nel settore a loro dedicato, chiamato The 3252, numero che rappresenta il numero di posti di quella sezione e la somma delle cifre fa "12", simbolo del dodicesimo uomo in campo con la squadra, ossia la tifoseria. All'interno di questo settore operano diversi gruppi ultras tra cui i Black Army 1850 e i District 9 Ultras, supporter in precedenza del defunto Chivas USA. Questi gruppi furono presenti sia alla presentazione della società e dei giocatori, sia alla presentazione del logo societario. Esistono poi altri gruppi organizzati: i Cuervos, District 9 Ultras, Luckys Boys, Empire Boys, The Krew e i Tigers Supporters Group.

### Gemellaggi e rivalità
La tifoseria calda del club ha una simpatia nei confronti del club tedesco St. Pauli; essa deriva dagli stessi principi che la tifoseria di Hamburg-Mitte ha in comune con i tifosi del club californiano.
A partire dal 2018, con l'ingresso del club in MLS, si ricreò un'ulteriore derby cittadino con il LA Galaxy. La stracittadina fu fin da subito sentita anche in virtù della nuova linfa vitale per gli ex tifosi del Chivas, i quali poterono tornare a sostenere una squadra della città che non fosse il LA Galaxy. L'origine del nome attribuito a questa rivalità sportiva è da individuare nell'intenzionale storpiatura del termine clásico, unito a tráfico che notoriamente congestiona le vie cittadine della metropoli californiana.

## Organico

### Rosa 2025
Aggiornata al 21 febbraio 2025.
| N. |                          | Ruolo | Calciatore         |
| -- | ------------------------ | ----- | ------------------ |
| 1  | Francia (bandiera)       | P     | Hugo Lloris        |
| 4  | Colombia (bandiera)      | A     | Eddie Segura       |
| 5  | Brasile (bandiera)       | D     | Marlon             |
| 6  | Brasile (bandiera)       | C     | Igor Jesus         |
| 8  | Stati Uniti (bandiera)   | C     | Marco Delgado      |
| 9  | Corea del Sud (bandiera) | A     | Son Heung-min      |
| 11 | Stati Uniti (bandiera)   | C     | Timothy Tillman    |
| 12 | Canada (bandiera)        | P     | Thomas Hasal       |
| 14 | Spagna (bandiera)        | D     | Sergi Palencia     |
| 15 | Italia (bandiera)        | D     | Lorenzo Dellavalle |
| 17 | Stati Uniti (bandiera)   | A     | Jeremy Ebobisse    |
| 18 | Messico (bandiera)       | P     | David Ochoa        |
| 20 | Ghana (bandiera)         | A     | Yaw Yeboah         |
| 21 | Canada (bandiera)        | C     | Ryan Raposo        |

| N. |                        | Ruolo | Calciatore        |
| -- | ---------------------- | ----- | ----------------- |
| 23 | Stati Uniti (bandiera) | C     | Frankie Amaya     |
| 24 | Stati Uniti (bandiera) | D     | Ryan Hollingshead |
| 25 | Lussemburgo (bandiera) | D     | Maxime Chanot     |
| 27 | El Salvador (bandiera) | A     | Nathan Ordaz      |
| 29 | Ucraina (bandiera)     | D     | Artem Smoljakov   |
| 30 | Venezuela (bandiera)   | C     | David Martínez    |
| 33 | Stati Uniti (bandiera) | D     | Aaron Long        |
| 43 | Stati Uniti (bandiera) | C     | Adam Saldaña      |
| 45 | Stati Uniti (bandiera) | D     | Kenny Nielsen     |
| 56 | Stati Uniti (bandiera) | C     | Judd Terry        |
| 77 | Stati Uniti (bandiera) | C     | Adrian Wibowo     |
| 80 | Norvegia (bandiera)    | C     | Odin Thiago Holm  |
| 91 | Stati Uniti (bandiera) | D     | Nkosi Tafari      |
| 99 | Gabon (bandiera)       | A     | Denis Bouanga     |

### Staff tecnico
Di seguito lo staff tecnico del LAFC aggiornato al 16 luglio 2024.
- Steve Cherundolo - Allenatore
- Ante Razov - Allenatore in seconda
- Marc Dos Santos - Allenatore in seconda
- Enrique Durán - Allenatore in seconda
- Zak Abdel - Allenatore dei portieri
- Oka Nikolov - Allenatore dei portieri
- Gavin Benjafiled - Preparatore atletico
- Harald Gärtner - Direttore sportivo